# Maria Luisa Uggetti
Maria Luisa Uggetti est une autrice de bande dessinée italienne née le 19 novembre 1937 à Milan. Elle a travaillé sur des histoires de Mickey Mouse pour Mondadori entre 1982 et 2012.